# مویزلباخ-شوارتسموهله
مویزلباخ-شوارتسموهله (به آلمانی: Meuselbach-Schwarzmühle) یک شهر در آلمان است که در زارفلد-رودلشتات واقع شده‌است. مویزلباخ-شوارتسموهله ۱٬۳۶۱ نفر جمعیت دارد.